# DVD

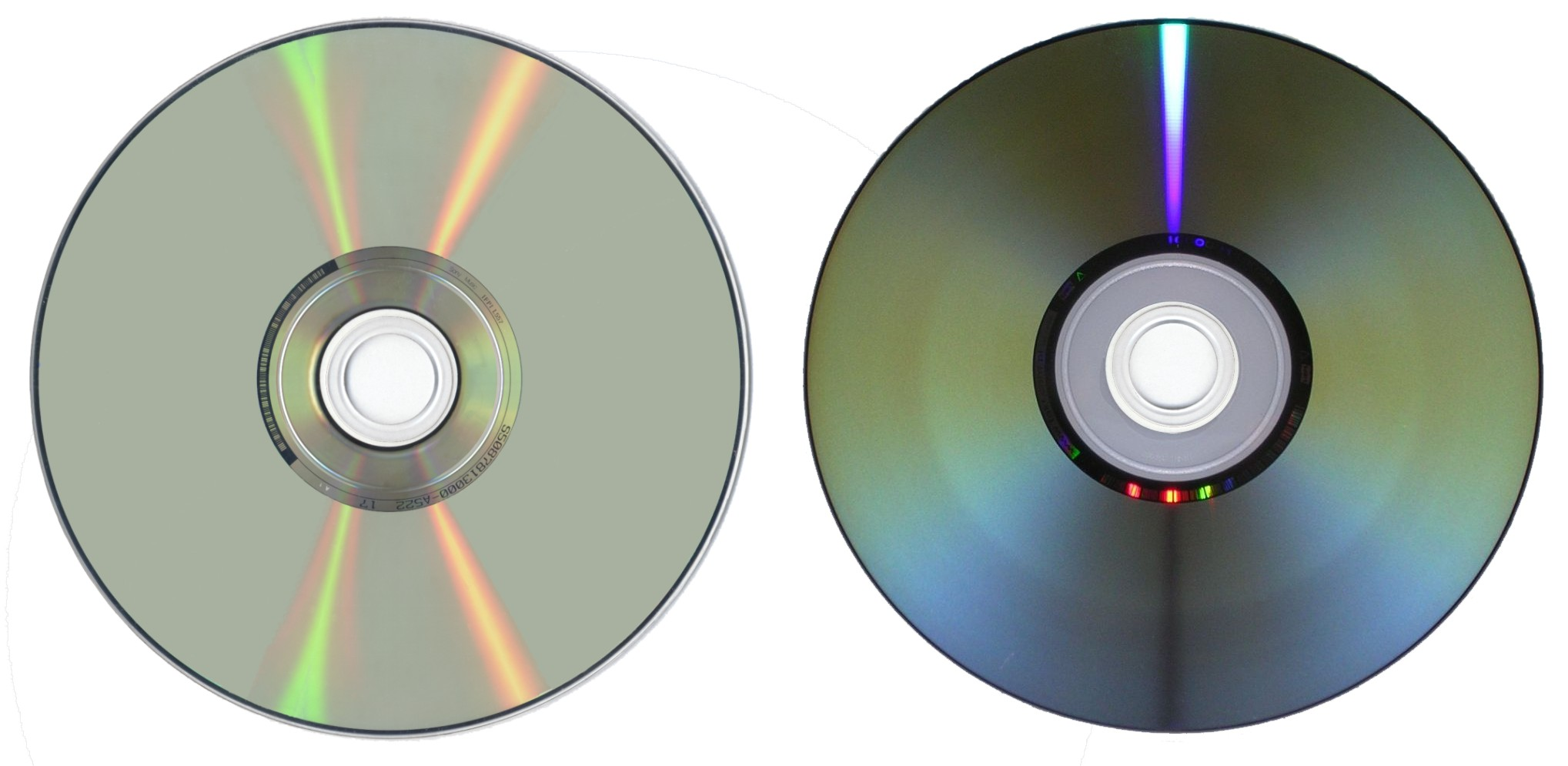
Två olika DVD:er

DVD-regioner.

Dvd (förkortning av digital versatile disc, eller digital video disc) är ett digitalt optiskt lagringsmedium utvecklat av Philips och Sony 1996, som ersatt videokassettband och laserdisc, men dess användningsområde omfattar även musik och bilder i olika format samt generell datalagring, vilket gör att dvd utgör ett alternativ till CD, med fördelen att dvd har högre lagringskapacitet. Den 15 juni 2003 gick dvd-uthyrningen om vhs-uthyrningen i USA. Efterträdaren till dvd är Blu-ray Disc.

## Teknik
En dvd har samma fysiska storlek som en CD, med diametern 12 centimeter. Lagringskapaciteten är betydligt större och kan vara mellan 4,7 gigabyte (enkelsidig med enkellager) och 17,08 gigabyte (dubbelsidig med dubbla lager). Därmed kan vanliga långfilmer, komprimerade med mpeg-2, lagras på en DVD, och det finns även utrymme för flera ljudspår på olika språk.
Det finns även en mindre variant med diametern 8 centimeter. Dessa små skivor används mest i digitala videokameror och rymmer 1,4 gigabyte (enkelsidig) eller 2,8 gigabyte (dubbelsidig). Nintendo GameCube har skivor med formatet GameCube Optical Disc som är en form av mini-DVD.

### Jämförelse med CD

#### Fördelar
- Kan lagra stora mängder data; 4,7–9 Gb, jämfört med CD-skivans; 0,79 Gb
- DVD-spelare/läsare kan läsa CD skivor
- Möjlighet att lagra bilder/rörliga bilder med god ljud- och bildkvalitet

#### Nackdelar
- DVD-skivor kan inte läsas/spelas upp av en CD-läsare
- Mer repkänslig med mer data på samma yta samt tunnare plastskikt och laserstråle

## Kryptering
DVD-filmer är ofta krypterade med ett system som heter Content Scrambling System (CSS).

## DVD-typer för inspelning
Förutom DVD som masstillverkas med ett specifikt innehåll (till exempel film eller programvara) finns även ett antal olika typer av DVD för inspelning i apparater för hemmabruk:
- DVD-R - ("DVD Recordable") En skiva som tillåter inspelning en gång (det som spelats in kan ej raderas).
- DVD+R - ("DVD Recordable") Nyare format men fungerar på samma sätt som DVD-R.
- DVD±R - ("DVD Recordable") Format som stödjer både DVD-R och DVD+R.
- DVD-RW - ("DVD Rewritable") Som DVD-R, men kan även raderas och användas för inspelning flera gånger.
- DVD+RW - ("DVD Rewritable") Fungerar på samma sätt som DVD-RW.
- DVD±RW - ("DVD Rewritable") Format som stödjer både DVD-RW och DVD+RW.
- DVD-DL - ("DVD Dual Layer") En skiva med "dubbla lager". På den kan man, med en Dual Layer-brännare, bränna drygt 8 gigabyte, alltså nästan dubbelt så mycket information som en vanlig DVD-R eller DVD-RW. Köp- och hyrfilmer på DVD är oftast Dual Layer-skivor.
- DVD+DL - ("DVD Dual Layer") Samma som DVD-DL men som endast går att bränna/spela in i apparater som hanterar DVD+DL.

DVD-R och DVD+R respektive DVD-RW och DVD+RW är olika standarder, varav +R/+RW är en nyare standard. Trots att +R/+RW fanns först så blev -R/-RW en standard en tid före +systemet. Vissa apparater har begränsningar i vilka av dessa standarder de klarar, men de flesta moderna brännare klarar samtliga format.
DVD-Recorders för inspelning av TV-program klarar oftast av samtliga format. De flesta DVD-spelare klarar DVD+R, DVD-R och DVD-DL, många även RW.